# El Caire
La ciutat del Caire (àrab: القاهرة, al-Qāhira, literalment ‘la Victoriosa’ o ‘la Triomfant’) és la capital d'Egipte. Està situada al nord del país i la travessa el riu Nil. És capital de la governació del Caire. Malgrat que el nom oficial de la ciutat és el Caire, en àrab egipci se l'anomena Masr, que també és el nom que rep tot el país, Egipte (àrab egipci: مصر, pronunciat Misr en àrab clàssic).
Té una població metropolitana de més de 8 milions d'habitants. És, doncs, la ciutat més gran del país. La seva xarxa d'infraestructures està composta per l'Aeroport Internacional del Caire, les diferents línies de metro (és una de les poques ciutats africanes que en disposen) i el limitat transport públic interurbà.
La ciutat del Caire està ubicada als marges i les illes del riu Nil al nord-est d'Egipte. Cap a l'oest, es troba la ciutat de Guiza i l'antiga necròpolis de Memfis sobre l'altiplà de Guiza, amb les grans piràmides, incloent-hi la Gran Piràmide de Guiza. Al sud, es troba el lloc de construcció de l'antiga ciutat de Memfis. La ciutat actual es divideix en grans zones o barris, entre els quals cal destacar Ataba (centre de la ciutat), Zamalek (zona residencial situada a l'illa de Zamalek, habitada des de principis del segle xx), Mohandesin (residencial construït sobre les hortes del Nil als anys 50-60 del passat segle), Heliòpolis (residencial construïda sobre el desert que ha complert recentment el seu centenari), Ciutat Nasr (construïda els anys 70 com a barri militar), la Ciutat Jardí i Maadi (ambdues zones residencials), entre d'altres.
El Caire disposa de destacats monuments i museus: entre aquests, el més important és el Museu Egipci, situat a la plaça Tahrir, que conté la millor col·lecció d'objectes del món de l'antic Egipte. Actualment, s'està planejant traslladar-lo a un edifici més gran a la zona de Guiza.

## Història
Situada a 14 km d'Heliòpolis al costat del Nil, els romans van establir-hi una fortalesa i la ciutat actual té el seu origen en quatre construccions successives musulmanes:
- Fustat ('Campament') va ser el nucli original i la primera capital de l'Egipte àrab. Va ser construïda entre la fortalesa romana i el riu pel general Amr ibn al-As, immediatament després de la conquesta àrab d'Egipte, durant l'any 641, i la fortificà i hi construí la mesquita d'Amr, la primera construïda a Egipte i a l'Àfrica. Va ser el centre administratiu d'Egipte des que s'imposà l'ús de l'àrab com a llengua administrativa i impostos especials a cristians i jueus, fins que la ciutat va ser incendiada pel visir Shawar el 1168, per evitar que caigués en mans dels invasors croats. Forma part de l'anomenat Caire Vell.
- Al-Àskar ('l'Exèrcit'), ciutat fundada pels abbàssides al costat de Fustat, com un assentament militar. S'hi construí el palau del govern.
- Al-Qattai, fortalesa edificada per Àhmad ibn Tulun, amb el seu corresponent palau i mesquita, en l'actual barri de Tulun. D'aquesta ciutat, només se'n conserva la mesquita.
- El Caire o al-Qàhira, ('la Victoriosa') va ser fundat pel fatimita Jàwhar al-Qàïd, el 969, al nord dels palaus i abastant al-Askar i al-Qatta'i. S'hi construí una de les primeres universitats de la història, la mesquita d'al-Azhar. Aquesta ciutat es va convertir en el centre urbà actual, encara que a l'inici del Califat Fatimita, Fustat va continuar sent la capital.

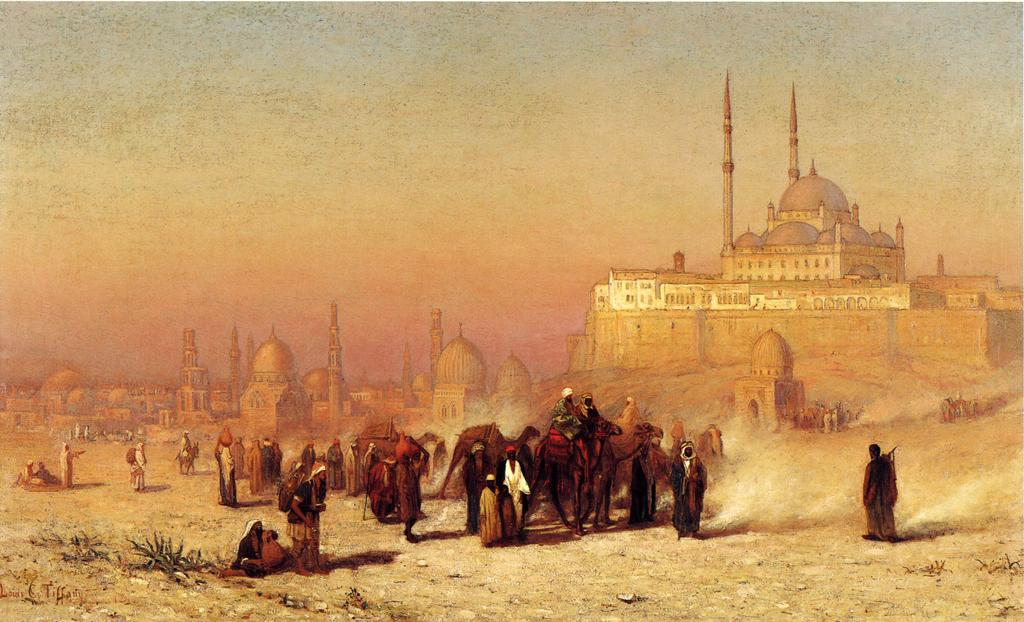
La Ciutadella i les tombes dels mamelucs.

El 1176, Saladí va construir la Ciutadella per fortificar la ciutat, ampliant-la i substituint les antigues muralles per unes altres de pedra. La Ciutadella separa la ciutat vella de la nova, creada per Ismael Bajá.
La ciutat va créixer cap a l'oest i el sud, amb la Ciutadella com a centre administratiu. La construcció de palaus i mesquites atreia gran nombre d'artesans i comerciants, de manera que el Caire es va convertir en una pròspera ciutat amb centenars de mesquites, madrasses com la de Gamal al-Din, banys públics i altres edificis, així com un gran nombre de fonts. El 1382, l'emir mameluc Djaharks al-Jalili hi va construir un caravanserrall que va portar el seu nom i que va esdevenir un important centre econòmic.

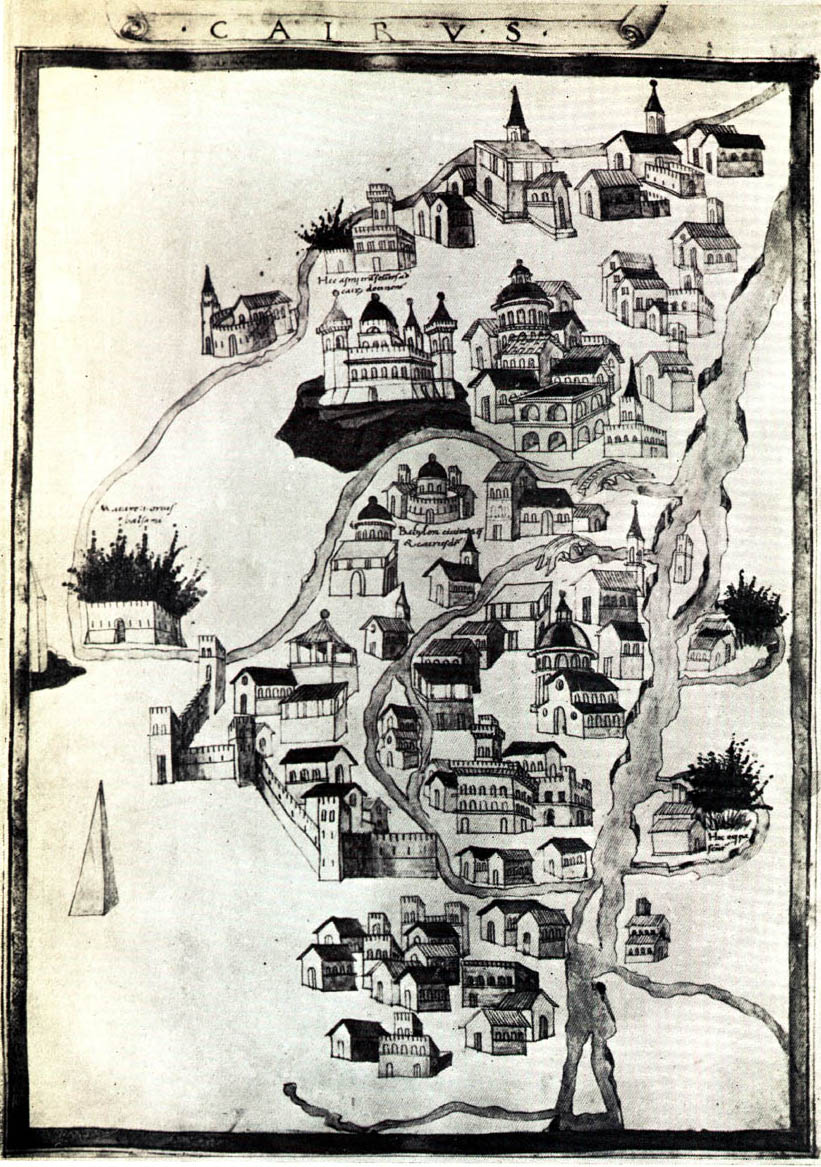
Plànol del Caire fet per Hartman Schedel el 1492.

Els mamelucs hi van regnar des del 2 de maig del 1250 i van expulsar-ne mongols i croats. Durant el seu regnat, la ciutat va patir una epidèmia de pesta negra el 1348, i el comerç entre Europa i Àsia va paralitzar el creixement de la ciutat; provocà el declivi de Fustat com a port, i es desvià el comerç cap als ports del Mediterrani.
El 1517, els otomans van ocupar Egipte, i el van mantenir fins al 1798, encara que manté una certa autonomia. El Caire es converteix en un centre internacional del comerç del cafè, i la Universitat d'al-Azhar esdevé el referent intel·lectual del món islàmic.
Després del breu control de Napoleó, Muhammad Alí (1805-1849) industrialitza la ciutat: el 1816, construeix la primera fàbrica tèxtil del Caire, i el 1831 una fàbrica paperera. També modernitza les infraestructures, construint el canal Mahmudiyya, que uneix el Caire amb Alexandria. El 1854, inaugurà el ferrocarril entre Alexandria i el Caire.
El virrei Ismail Pasha (1863-79) va realitzar-ne una remodelació urbanística traçant un pla urbanístic de tipus ortogonal, sanejant els aiguamolls i construint nous barris residencials al costat del Nil. Coincidint amb el canal de Suez, va obrir les portes de nous edificis, com el palau d'al-Qubba i el teatre de l'òpera. Així, l'antiga Al-Qahira es va convertir en una ciutat de gent amb pocs recursos econòmics, ja que l'elit es va instal·lar a la nova ciutat. Entre 1882 i 1937, la població va créixer un 250%, sobretot per l'èxode rural.
Durant el domini britànic, va continuar la modernització de la ciutat, amb la instal·lació del telègraf el 1903 i la continuació del ferrocarril cap al sud.
La independència proclamada el 1922 va convertir el Caire en capital de l'estat, i va ser quarter general del comandament britànic durant la Segona Guerra Mundial. Entre 1958 i 1961, va ser la capital de la República Àrab Unida i és també seu de la Lliga Àrab.

## Geografia

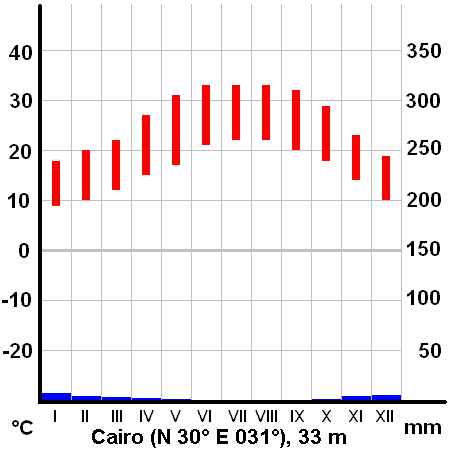
Temperatura i precipitació mitjana al Caire.

El Caire està localitzat a la riba i les illes del riu Nil, al sud del delta. Cap al sud-oest, es troba la ciutat Guiza i l'antiga necròpolis de Memfis, amb el massís de Guiza i les seves monumentals piràmides, com la piràmide de Kheops.

### Clima
El clima del Caire és mediterrani, amb estius calorosos i hiverns temperats. L'època més suau és entre els mesos de novembre i març, i les temperatures mitjanes oscil·len entre els 23-24 °C durant el dia. Durant l'època més freda, les temperatures nocturnes baixen fàcilment fins als 10-11 °C. Des d'abril fins a agost, el Caire pateix temperatures molt caloroses, arribant durant el dia a una mitjana de 36-37 °C, que a la nit són de 22-23 °C.
La ciutat és, generalment, molt seca i les pluges són minses. Als mesos de gener i febrer, solen produir-se precipitacions ocasionals. Més comunes són les anomenades khamsin, tempestes de pols, que fan acte de presència a la primavera.

### Pol·lució

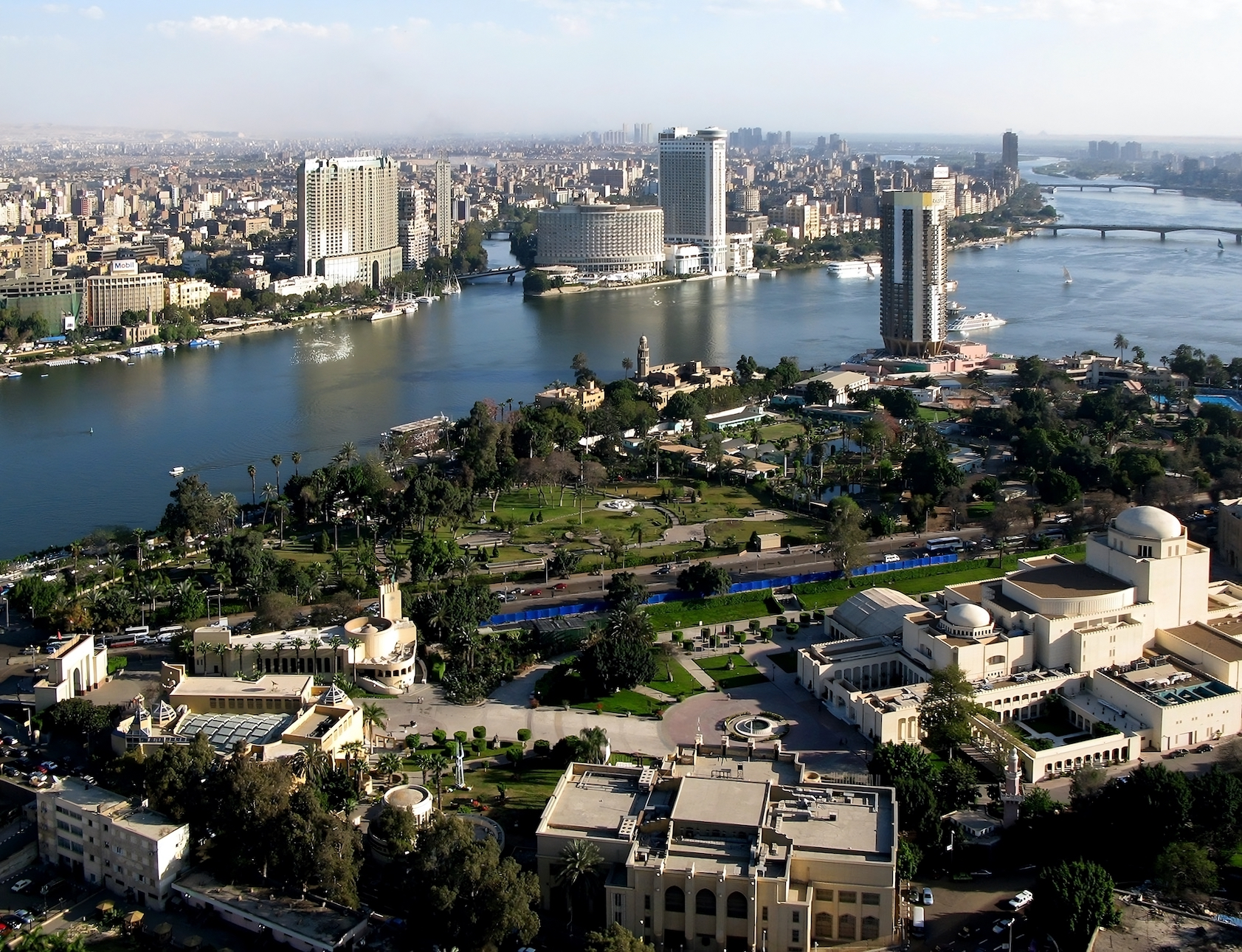
El Nil al seu pas pel Caire.

El Caire és una ciutat en ràpida expansió, fet que ha provocat diversos problemes mediambientals. La pol·lució de l'aire al Caire és tema de seriosa preocupació. Els nivells extrems d'hidrocarburs aromàtics volàtils hi són més elevats que en altres ciutats similars. Les mesures de la qualitat de l'aire al Caire també han palesat perillosos nivells de plom, diòxid de carboni, diòxid de sofre i elevades concentracions de partícules en suspensió, deguts a dècades de manca de regulació de les emissions dels vehicles, emissions industrials i a la crema incontrolada de deixalles. Hi ha al voltant de 2 milions de cotxes als carrers del Caire, el 60% dels quals té més de 10 anys i, per tant, no disposen de dispositius moderns de supressió d'emissions. El factor de dispersió al Caire és molt baix, per l'absència de pluja i el seu paisatge d'edificis alts i carrers estrets, que impedeix els corrents d'aire.

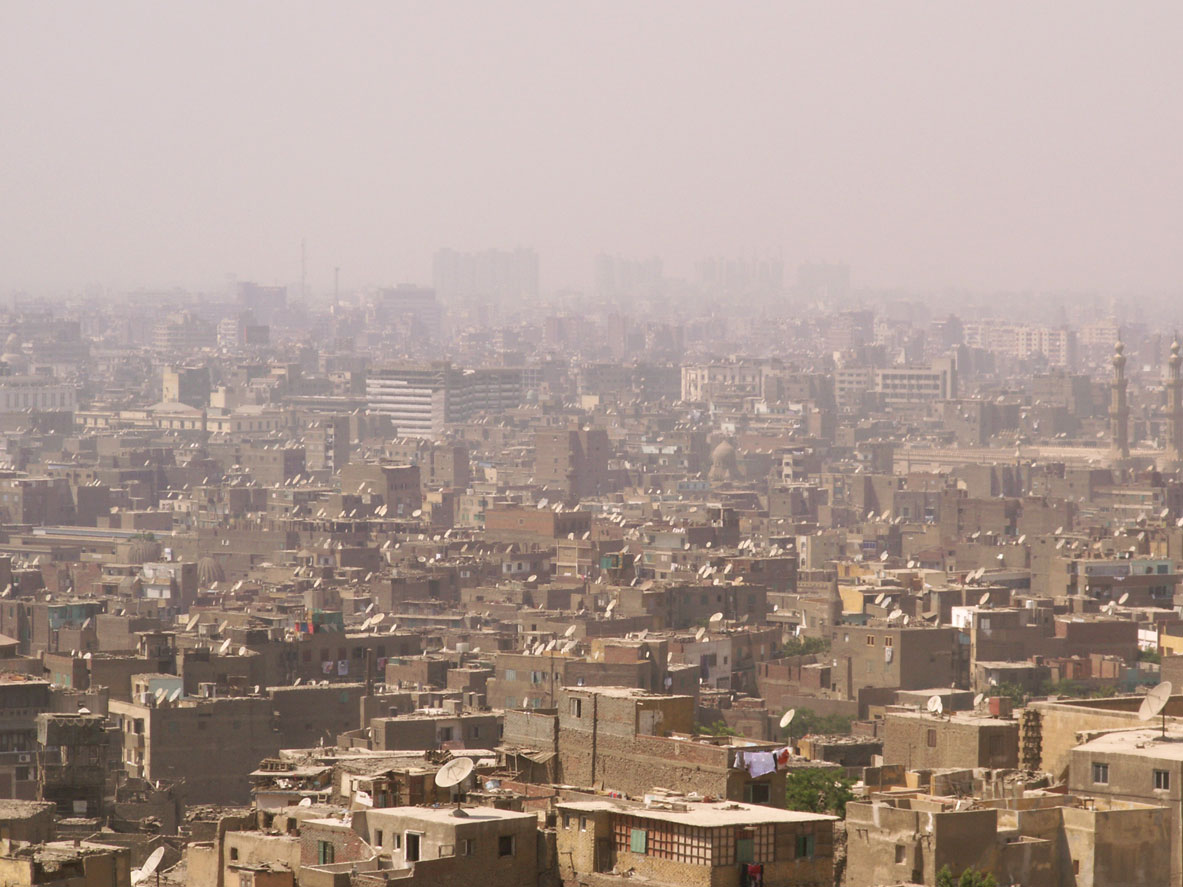
Smog al Caire.

Un misteriós núvol negre (tal com els egipcis l'han batejat) apareix sobre el Caire cada tardor, i causa als habitants serioses malalties respiratòries i irritació d'ulls. Els turistes que no estan avesats a aquest nivell de pol·lució poden necessitar cures addicionals.
Al Caire, hi ha nombroses foneries no registrades de plom i coure, que contribueixen significativament a la contaminació de la ciutat. El resultat de tot plegat és una permanent calitja sobre la ciutat que ateny el triple del nivell considerat normal. Hom ha estimat que, cada any, moren al Caire entre 10.000 i 25.000 persones a causa de malalties relacionades amb la pol·lució. L'any 1995, es van prendre les primeres mesures mediambientals i sembla que la situació ha millorat una mica, amb la introducció de 36 estacions de mesura de la qualitat de l'aire i tests d'emissions en cotxes.
La ciutat també pateix de contaminació causada per les 10.000 tones de deixalles que produeix cada dia, 4.000 de les quals no són ni recollides ni gestionades. Això provoca un greu perill sanitari, i el govern egipci està intentant donar-hi solució. L'Agència de Neteja i Embelliment del Caire va ser fundada per recollir i reciclar les deixalles; no obstant això, treballen amb els Zabbaleen (o Zabaleen), una comunitat que s'ha dedicat a la recollida i reciclatge de les deixalles del Caire des de l'inici del segle xx i que viuen en una àrea coneguda localment com a Ciutat Deixalles. Ambdós treballen plegats per recollir tantes deixalles com sigui possible dins dels límits de la ciutat, tot i que continua sent un gran problema.
La ciutat també pateix de contaminació de les aigües perquè el clavegueram no dona l'abast. De vegades, el cabal d'una claveguera ha inundat els carrers, provocant una alerta sanitària. S'espera que aquest problema se solucioni amb un nou sistema de clavegueram finançat per la Unió Europea. Actualment, els egipcis es mostren més interessats en els temes mediambientals.

## Demografia

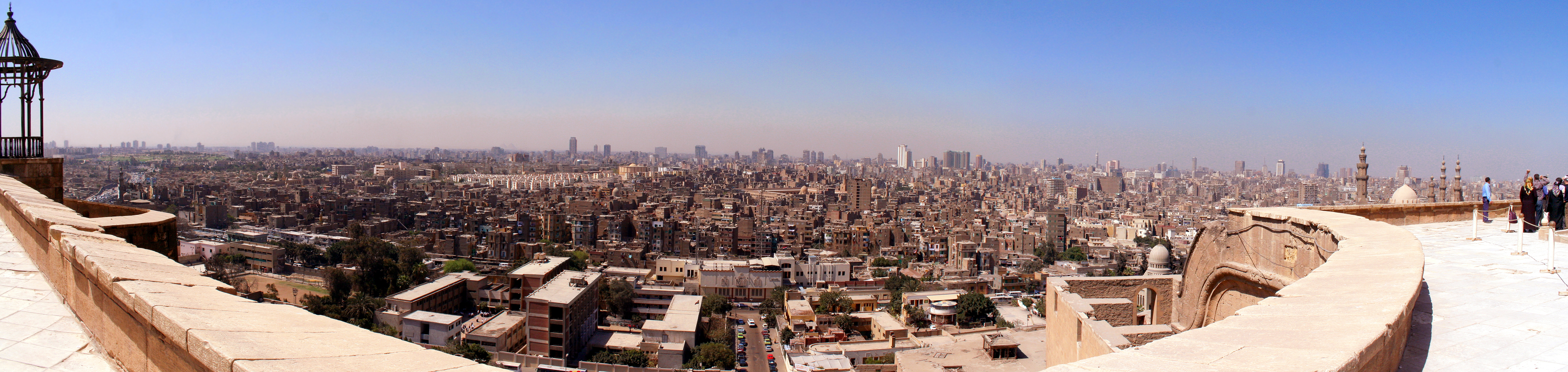
Vista panoràmica del Caire des de la Mesquita-Madrassa del Soldà Hasan.

La població del Caire prevista per a l'any 2009 era de 8.026.454 habitants, i per a l'any 2012 de 8.259.461. No obstant això, oficialment, segons l'últim cens de l'any 2006, la seua població és de 6.789.479 habitants en el terme municipal de la ciutat; amb 15.502.478 habitants en l'àrea d'aglomeració urbana (dades de l'1 de gener del 2005), és la major metròpoli d'Àfrica. La nombrosa comunitat cristiana (al voltant del 10%) té una forta presència en la vida de la ciutat.

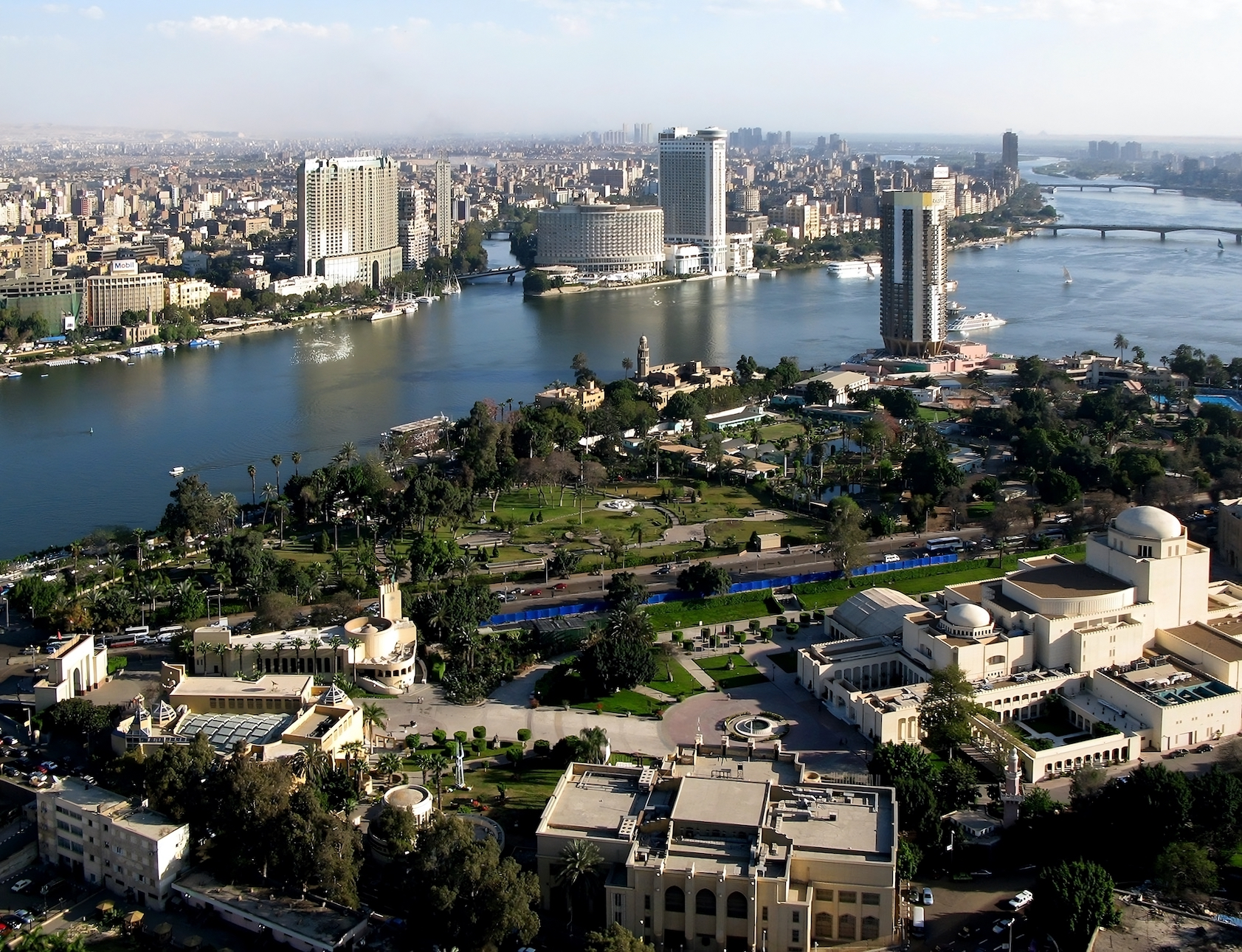
Zona moderna del Caire.

| Any  | Població  |
| ---- | --------- |
| 1800 | 200.000   |
| 1859 | 254.000   |
| 1865 | 282.300   |
| 1870 | 313.400   |
| 1877 | 327.500   |
| 1882 | 374.838   |
| 1897 | 570.062   |
| 1907 | 654.476   |
| 1917 | 790.939   |
| 1927 | 1.059.800 |

| Any  | Població  |
| ---- | --------- |
| 1937 | 1.312.096 |
| 1947 | 2.090.654 |
| 1960 | 3.349.000 |
| 1966 | 4.219.900 |
| 1976 | 5.084.463 |
| 1986 | 6.052.836 |
| 1996 | 6.789.479 |
| 2006 | 6.789.479 |
| 2008 | 7.947.121 |

### Barris
La ciutat actual es divideix en grans barris o zones residencials, entre les quals destaquen:

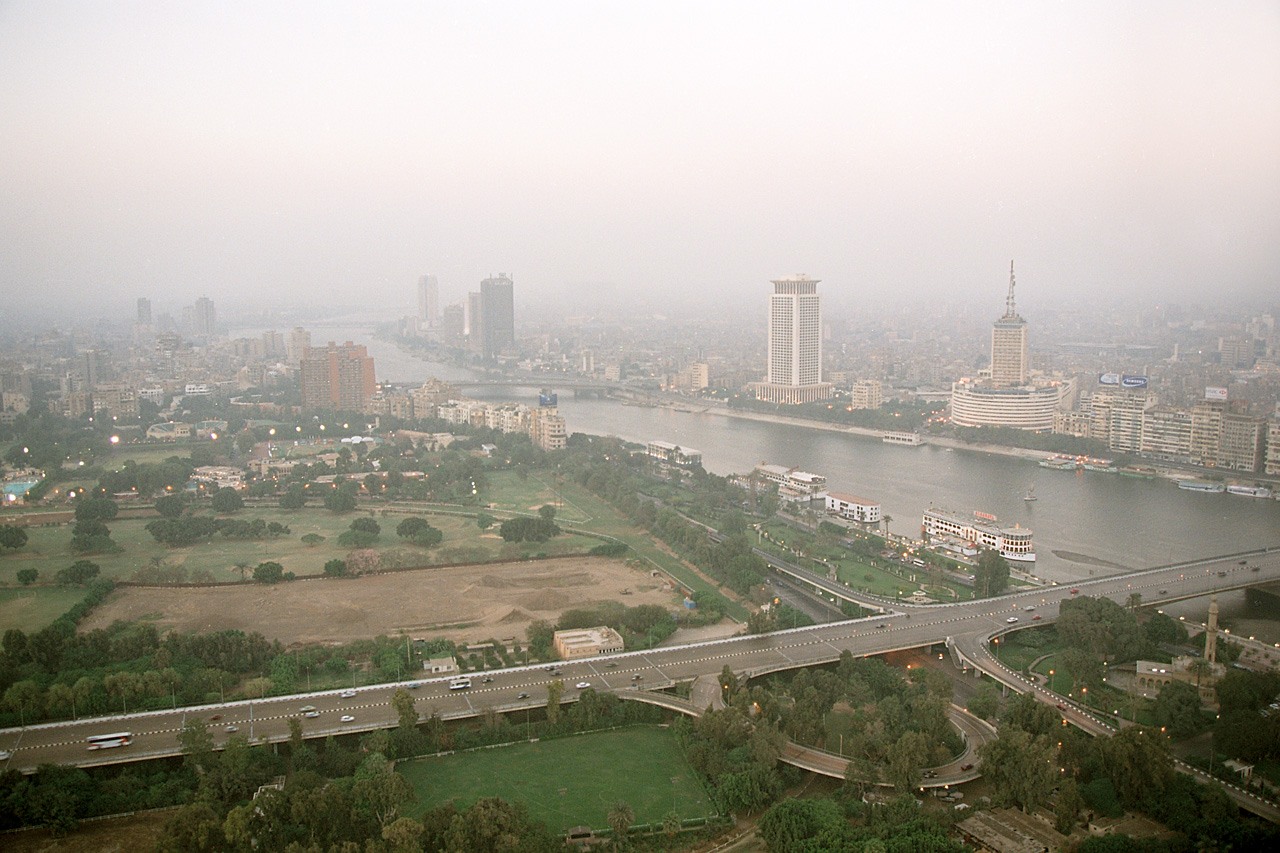
Barri de Zamalek i els ponts que el connecten amb la ciutat.

- Midan Tahrir: el centre de la ciutat moderna.
- Centre Comercial.
- Ciutat Jardí.
- Midan Ramsés: on es troba l'estació de ferrocarril, Mahattat Ramses.
- Midan Ataba: el centre de la ciutat.
- Caire Islàmic: el centre del Caire històric, hi ha la Ciutadella, Khan al-Khalili i la majoria de les antigues mesquites, així com la ciutat dels morts.
- Caire antic: hi ha el barri copte.
- Mohandesin: construït sobre la ribera del Nil entre 1950 i 1960.
- Gezira: a la part sud de l'illa principal del riu.
- Zamalek: a la part nord de l'illa principal, urbanitzat a principis del segle xx.
- Guiza: a l'oest de la ciutat, a prop de les piràmides.
- Heliòpolis: zona residencial i comercial, pròxima a l'aeroport internacional. Va ser construïda a principis del segle xx, sobre el desert.
- Nasr: nova zona residencial propera a l'aeroport, construïda a la dècada dels 70 com a barri militar.

## Cultura

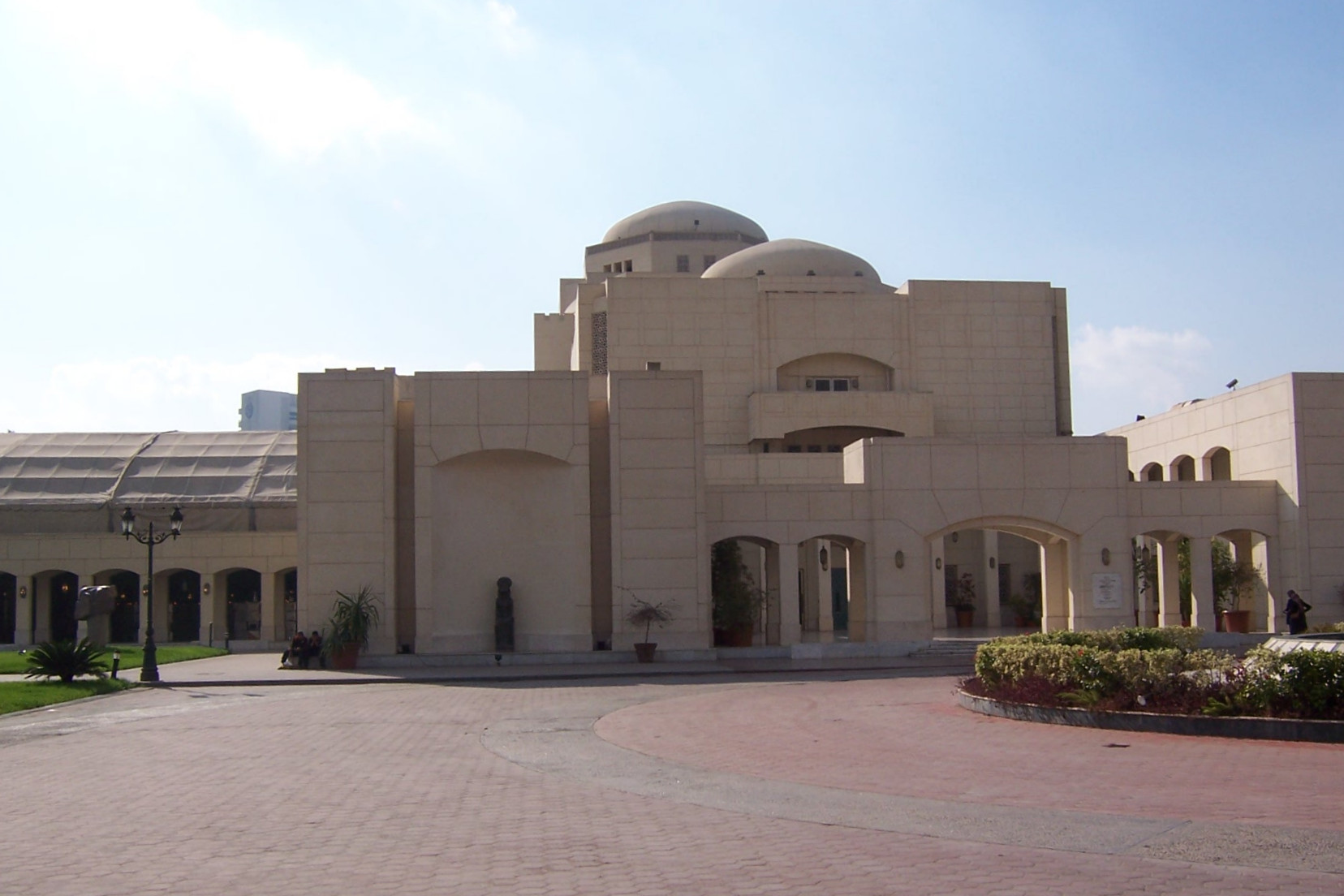
El nou edifici de l'Òpera del Caire.

El Caire té nombroses universitats, teatres, monuments i museus: el més important és el Museu Egipci, situat a la plaça Tahrir, que acull la major col·lecció del món d'objectes de l'antic Egipte. Actualment, s'està plantejant el seu trasllat a un edifici més gran, a la zona de Guiza.
El centre de la vida cultural cairota es troba al Centre Cultural Nacional, un complex d'edificis culturals dedicats al teatre, la dansa, l'òpera i la música, situat a l'illa de Gezira. En aquest centre, hi destaca l'Òpera del Caire, inaugurada el 10 d'octubre del 1988 pel president Hosni Mubarak i que va acollir un concert de l'Orquestra Filharmònica de Londres el gener de 2007, en la seva primera actuació a l'Àfrica i l'Orient Pròxim. La música clàssica predomina a l'Òpera de la ciutat, encara que també s'hi pot escoltar música àrab, sobretot a l'Institut de Música Àrab, al Ramsis Street, on té major difusió. L'actual Òpera va substituir l'Òpera Khedivial, coneguda també com a Òpera Reial, edifici que es construí el 1869 i que es va mantenir en actiu fins al 1971.
Els espectacles de dansa folklòrica se solen representar a l'Òpera per la Companyia de Ballet del Caire, i sobretot als hotels més importants de la ciutat. També és destacable la cita anual amb el Ballet Bolshoi. La dansa del ventre o la dansa sufí, són dues de les danses més populars a la ciutat.
Un dels esdeveniments culturals més importants de la ciutat és el Festival Internacional del Caire, que reuneix centenars de pel·lícules de diferents països durant el mes de desembre, i s'ha convertit en un dels festivals cinematogràfics més rellevants del món. El Caire, anteriorment conegut com el "Hollywood d'Orient", va perdre l'estatus de capital cinematogràfica d'Orient a favor del Bollywood hindú. La censura continua sent habitual en el festival, encara que ha reunit des de la seva creació, el 1976, estrelles del cinema com John Malkovich, Nicolas Cage, Morgan Freeman, Bud Spencer, Gina Lollobrigida, Ornella Muti, Sophia Loren, Elizabeth Taylor, Oliver Stone o Catherine Deneuve.
Els cinemes cairotes presenten sobretot superproduccions de Hollywood, amb subtítols en àrab. Les produccions locals gaudeixen també d'un cert èxit en la població del Caire. Aquestes pel·lícules solen ser rodades als grans estudis situats a Misr o Al-Ahram, molt propers a les piràmides de Guiza. El cinema independent nacional és encara poc popular entre els cairotes, ja que només els cinemes Good News Grand Hyatt i Ramses Hilton projecten aquest tipus de cinema.
En el vessant literari, hi destaca Naguib Mahfuz, Premi Nobel de Literatura el 1988, amb la seva gran obra Trilogia del Caire. L'escriptor va aconseguir un gran èxit entre la crítica local després de les seves primeres edicions el 1956 i 1957, però més encara quan van ser traduïdes a l'anglès el 1990. Malgrat això i l'èxit i la fama literària que va donar a la ciutat, el famós escriptor va ser apunyalat el 1994 per fonamentalistes. I és que va ser objecte de la ira i les pressions dels integristes, que el varen acusar de blasfemar contra el món musulmà. Va morir el 2006 com a conseqüència d'una úlcera sagnant.
Una altra figura fonamental de l'escriptura cairota és Nawal el-Saadawi, que va fundar l'Associació de Solidaritat de Dones Àrabs i va escriure extensament sobre la societat àrab. Igual que Naguib Mahfuz, el-Saadawi, va ser durament criticada pels extremistes islàmics, que forçaren que se n'anés als Estats Units, on ha donat classes en diferents universitats. Va arribar a ser empresonada durant el règim de Sadat.
Algunes de les dates i esdeveniments més importants dintre del panorama cultural cairota són la Fira del Llibre, durant el mes de gener a la Fira d'Exposicions del Caire; el Festival Internacional de la Cançó del Caire a l'agost o el Festival de Teatre Experimental al setembre.

### Museu Egipci

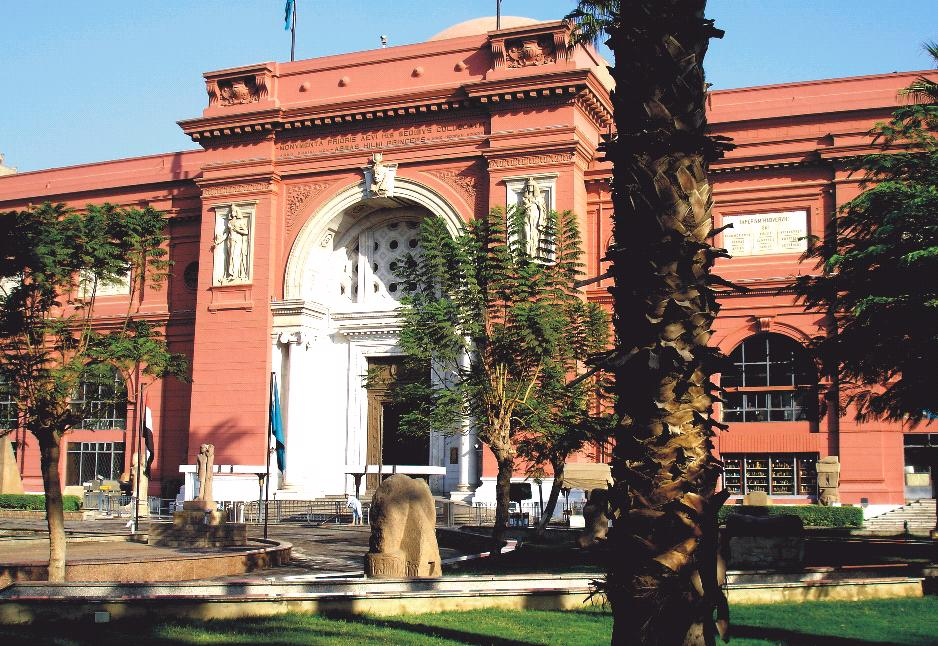
El Museu Egipci del Caire.

El Museu d'Antiguitats Egípcies, també conegut popularment com a Museu Egipci, recull la major col·lecció del món sobre l'antic Egipte, amb més de 120.000 objectes.
La seva història comença el 1798, a causa de la gran expectació que va aixecar a Europa l'expedició de Napoleó: durant el segle xix, agents dels cònsols europeus, com Drovetti o Belzoni, van cercar i treure del país tota mena de relíquies, fins que el 1835 es va crear el Servei d'Antiguitats d'Egipte per protegir els monuments i tresors de l'espoliació. Totes les peces trobades es van dipositar, primer, en un edifici d'Azbaia i després a la Ciutadella de Saladí. Desgraciadament, la primera col·lecció va ser donada al duc Maximilià d'Àustria per Abbas Pasha.
El 1858, es va inaugurar un nou museu a Boulaq, malgrat que part d'aquesta col·lecció es va perdre en una de les crescudes del riu Nil. El 1878, els objectes salvats es van portar al palau d'Ismail Pasha a Guiza.
El 1897, l'arquitecte francès Marcel Dourgnon va començar a construir-ne l'actual seu, situada a la plaça Tahir. El museu es va inaugurar el 15 de novembre del 1902 i va experimentar un gran creixement a partir del 1922, amb el descobriment de la tomba de Tutankhamon per part de Howard Carter.
Actualment, s'està construint el Gran Museu Egipci a Guiza, un complex cultural de 50 hectàrees que acollirà més de 150.000 peces. Quan s'inauguri, està previst que l'actual de la plaça Tahir resti com a centre cultural.
El govern egipci té també previst l'obertura d'un altre museu a la zona d'Al-Fustat, el Museu de les Civilitzacions Egípcies, amb 50.000 peces procedents de les diferents cultures que s'han succeït a Egipte: faraònica, grecoromana, cristiana i musulmana.

### Museu d'Art Modern

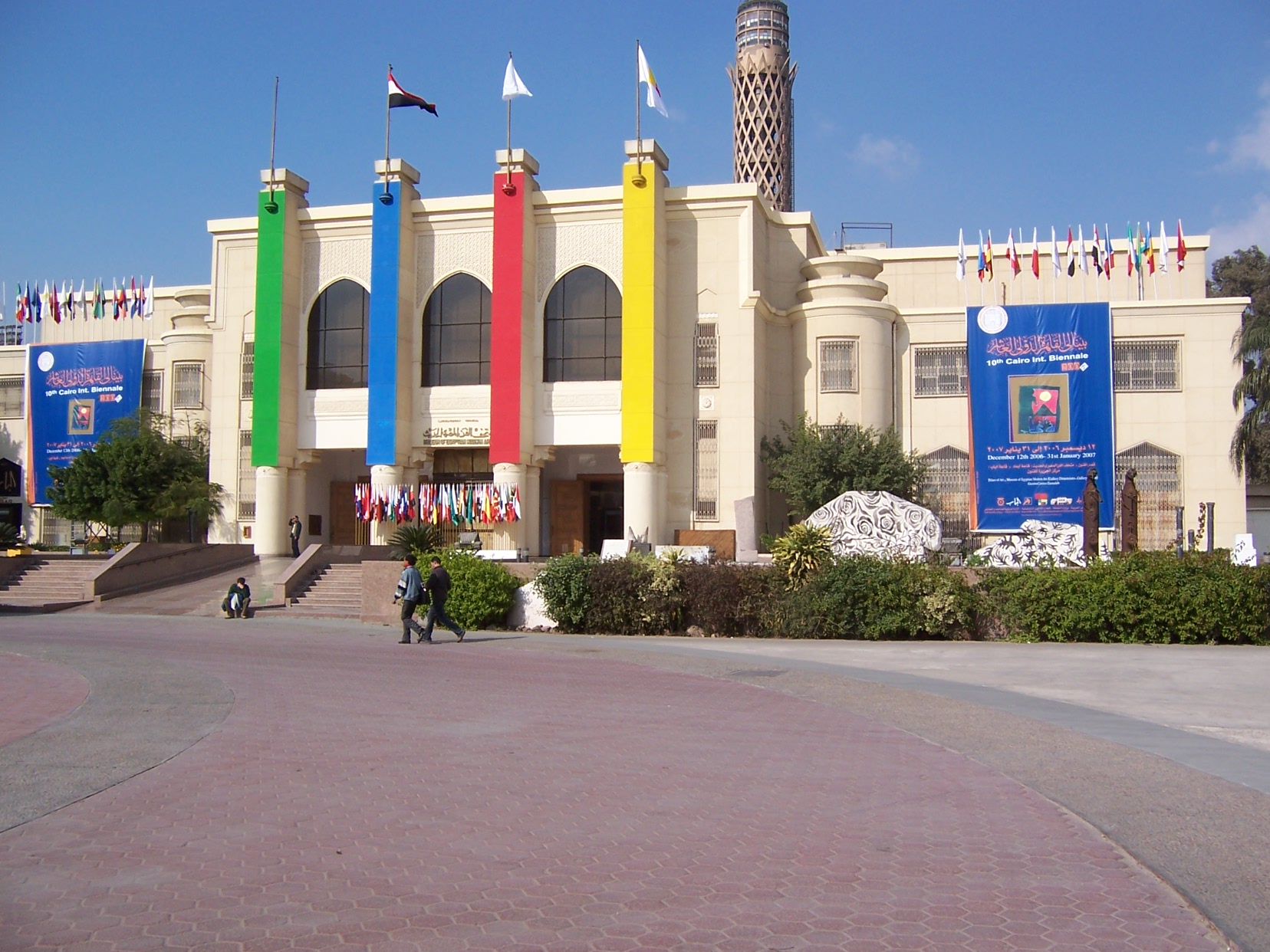
Museu d'Art Modern del Caire.

És un edifici de tres plantes que es troba al complex cultural Opera House, i la major part de les seues obres daten de principis del segle xx. Des de la dècada del 1950, els artistes egipcis han evolucionat en tres direccions principals: la interpretació d'estils acadèmics derivats d'una inspiració neoclàssica i egípcia, l'adhesió a les tendències d'art modernes com el postimpressionisme, el cubisme, el surrealisme i l'expressionisme i l'estètica de l'art popular i del folklore.
La planta baixa té obres dels més coneguts artistes egipcis, entre d'altres es troben representats:
- Mohamed Owais, amb la seua obra Retrat d'un aturat, realitzada el 1989 quan l'atur era un dels majors problemes del país.
- Mohamed Sabry, amb la seua representació de la porta Bab Zuweila.[13]
- Gazebya Serry, amb Bastet, un retrat abstracte de la dea Bastet.
- Ingy Aflaton, amb Maternitat.
- Zakana El Zieny, amb Hunber, la imatge d'un famolenc abocant-se a una llauna de menjar.

Al museu, s'observa que el tema més tractat pels artistes locals és la representació de la vida quotidiana.

### Patrimoni de la Humanitat
El 1979, el centre històric del Caire va ser declarat Patrimoni de la Humanitat per la UNESCO, amb el nom del Caire Històric.
També hi ha el barri cristià, amb la basílica de Sant Sergi o de la Sagrada Família, edificada fa mil cinc-cents anys sobre la cripta on, segons la tradició, va pernoctar la Sagrada Família en fugir de la matança d'Herodes a Israel. Actualment, pertany al ritu ortodox copte.

#### Barri copte

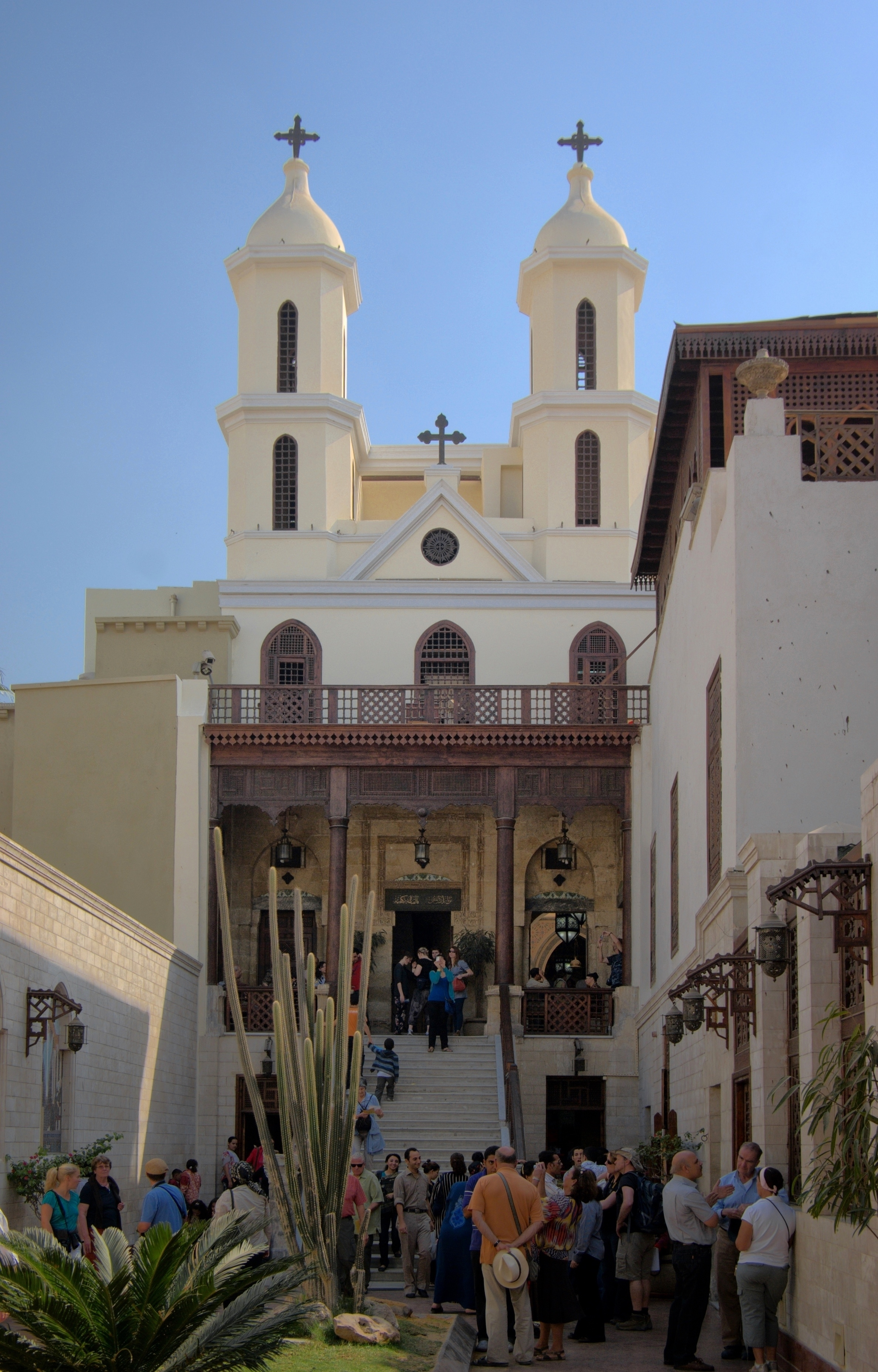
Església copta de Santa Maria.

Els coptes van aparèixer amb els primers cristians al segle iv. El barri copte està a la part antiga de la ciutat, travessat per carrerons, i s'hi poden trobar moltes esglésies, on es continua realitzant el ritu copte:
- L'església de Santa Maria, segle iv, coneguda amb el nom d'església penjant (Al Muallaqa), és el temple cristià més antic de la ciutat.
- L'església de Sant Sergi, segle v, construïda sobre una cova que, segons la tradició, va acollir la Sagrada Família.
- La capella de Santa Bàrbara.
- L'església i monestir de Sant Jordi.

Aquí també s'hi troba la sinagoga Ben-Ezra (segle VII), la més antiga d'Egipte, i la fortalesa de Babilònia.
Al barri, s'hi troba el Museu Copte, on estan dipositats els manuscrits de Nag Hammadi, 1.200 papirs del segle IV escrits en copte. Situat en un jardí de l'antiga fortalesa romana, les seues habitacions interiors estan decorades amb mampares de fusta tallada (conegudes com a mashrabiyya).

#### Ciutadella de Saladí

L'actual ciutadella.

La ciutadella està situada en una petita muntanya, Muzzattam. Va ser el refugi de tots els governants des de Saladí al segle xii fins a Mehmet Alí, al xix.
La fortalesa i els murs de l'est van ser construïts per Saladí el 1176, i va ser ampliada cap a l'oest, on es troba la mesquita d'Hassan, la porta principal. A la part sud, estan els palaus. Aquesta zona va ser ampliada per Mehmet Alí, que va construir la mesquita d'Alabastre, completament coberta d'aquest material tant al seu interior com a l'exterior, i que va decorar amb marbre i gravats sobre estuc. Consta d'una gran cúpula central aixecada sobre quatre columnes i altres cúpules menors al voltant. Té dos minarets d'estil otomà i en un costat té un gran pati amb la font per a ablucions.
A la ciutadella, es troben també els museus d'armes i carruatges, el pou Bir Usef i la mesquita Sidy Sariah. Hi destaca també la mesquita de Muhammad Alí, amb una gran cúpula central, la mesquita d'Al-Nasir o el pou de Yusuf.
La mesquita de Muhammad Alí va ser construïda entre el 1824 i el 1848. La seua alçada fa que sigui fàcilment distingible en qualsevol racó de la ciutat, i aconsegueix una sensació de cert poder polític. Segons un plànol de l'arquitecte grec Yusuf Bushnaq, la construcció va tractar d'imitar les pautes seguides per a l'aixecament de la Mesquita Nova d'Istambul, més de 200 anys enrere, ja que aleshores la ciutat estava sota domini otomà. El nom de la mesquita és en honor de Muhammad Alí, rei egipci entre 1805 i 1849, i a l'interior de la mesquita s'hi troba un rellotge que el rei Lluís Felip I de França va donar a canvi de l'obelisc situat a la place de la Concorde de París.

## Turisme

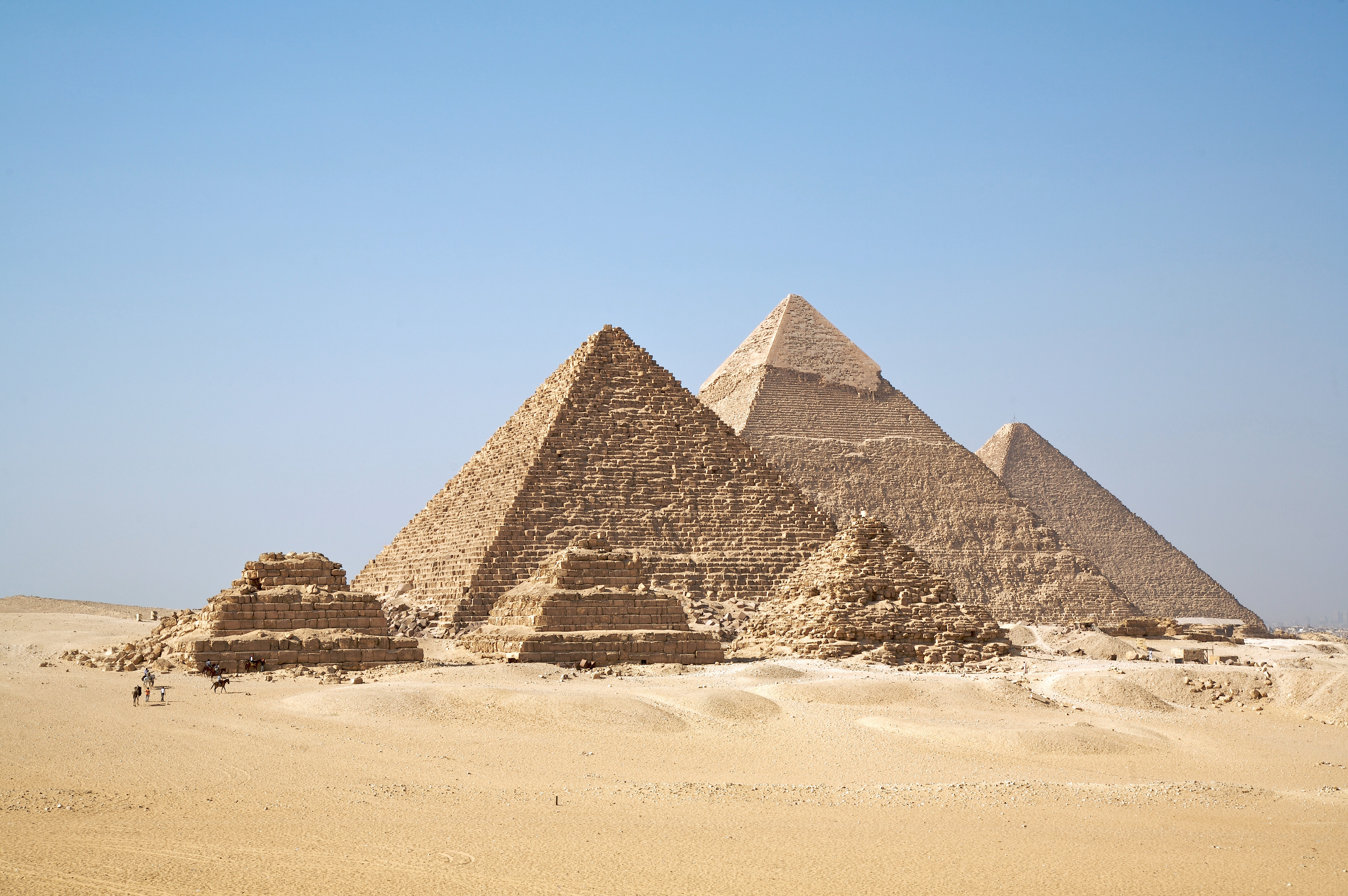
Les Piràmides de Guiza.

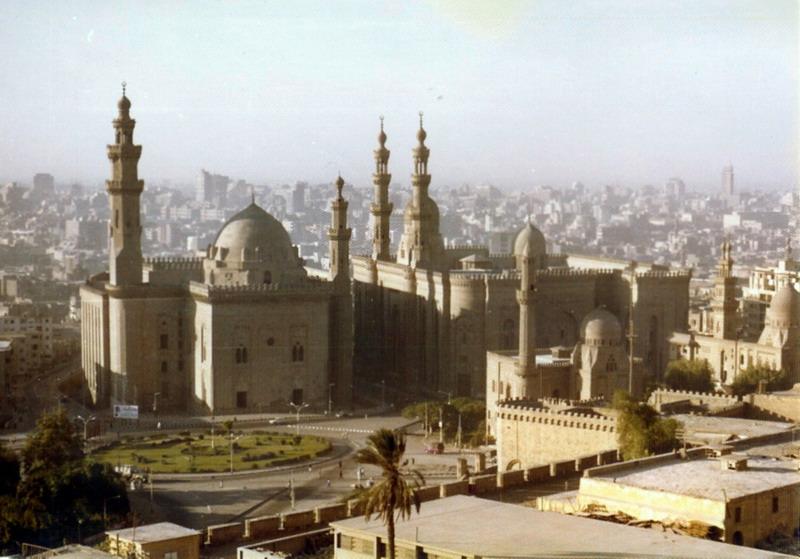
La mesquita i madrassa d'Hasan.

La ciutat del Caire va rebre 9,1 milions de turistes el 2006. Algunes de les principals atraccions de la ciutat es troben a l'anomenat Caire islàmic, declarat Patrimoni de la Humanitat per la UNESCO el 1979. També hi ha altres llocs turístics fonamentals que no estan situats al centre històric del Caire.
El principal atractiu de la ciutat i del país són les piràmides de Guiza, situades a uns 20 quilòmetres al sud-oest de la capital. La piràmide de Kheops és considerada com una de les Set Meravelles del Món Antic i l'única que encara es conserva. La seua missió va ser acollir el sarcòfag del faraó Kheops i es creu que per a la seua construcció es van utilitzar a prop de 2,5 milions de blocs de pedra calcària. Al costat de la piràmide de Kheops, es troben les dues grans piràmides de Khefren i Micerí.
La porta sud de Bab Zuwayla, situada al Caire islàmic, és l'últim monument que resta de la ciutat fatimita d'Al-Qähira. En els seus orígens, els mamelucs hi feien les execucions públiques, però a partir del segle xix el lloc va ser escollit pel sant Mitwalli per a la realització dels seus miracles. Avui dia, la població i els turistes claven a la porta un floc de cabell o un tros de roba amb l'objectiu d'aconseguir les seues pregàries. També al Caire islàmic, es troba Bayn al-Qasryn, l'antiga plaça pública de la ciutat. En aquesta, s'aixequen diversos palaus mamelucs, i en destaca el mausoleu i la madrassa de Qalaun, que es va començar a construir el 1279.

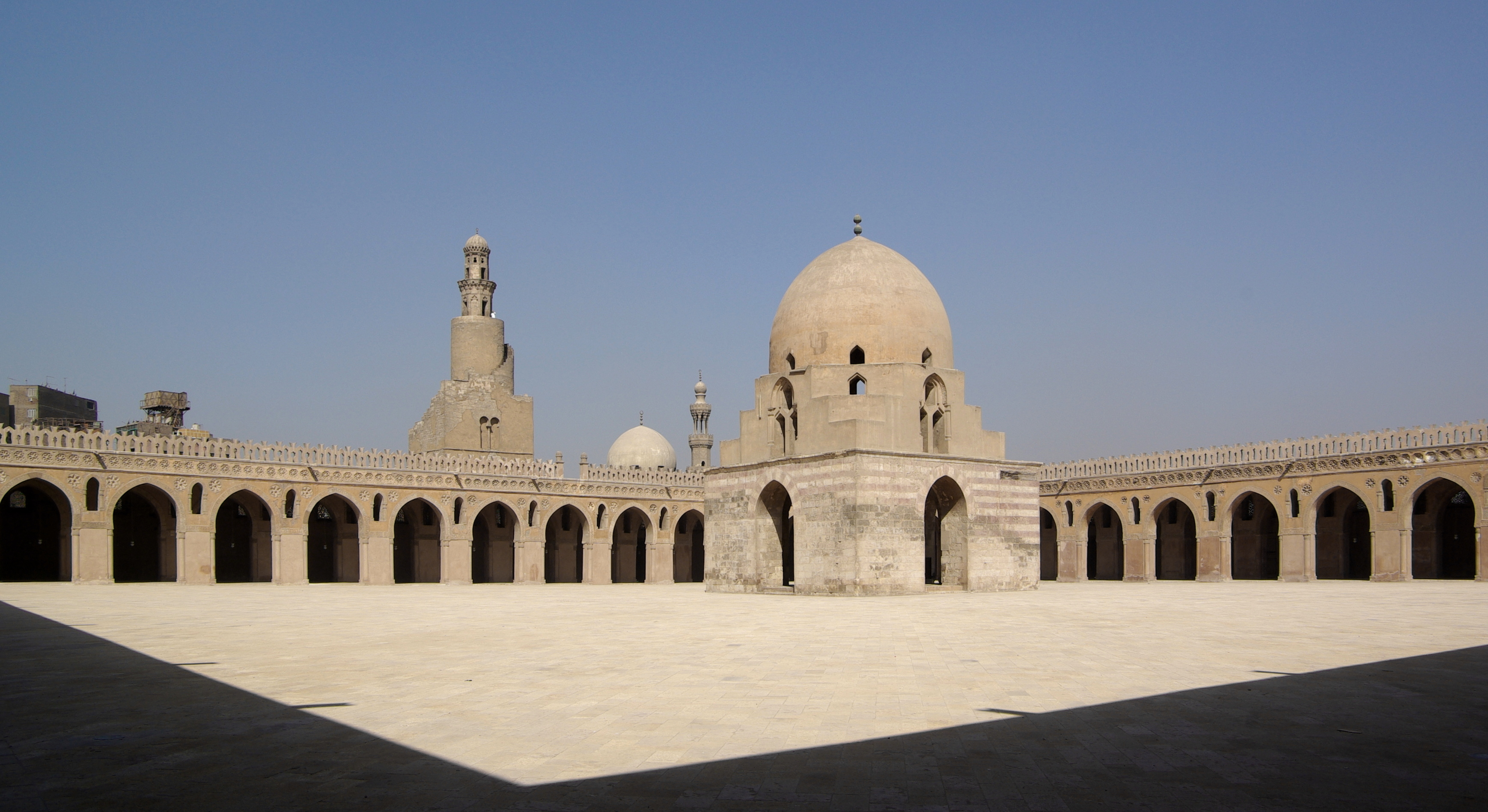
La mesquita d'Àhmad ibn Tulun.

La mesquita d'Àhmad ibn Tulun és la mesquita més antiga de la ciutat, construïda el 879, i la que es troba en millor estat de conservació. Feta construir pel general Àhmad ibn Tulun, el primer governador tulúnida d'Egipte, la mesquita es va convertir en un referent d'Orient i en una de les més importants d'aquest moment. Ocupa 2,4 hectàrees i l'única part que ha estat sensiblement restaurada és el mihrab, que encara manté elements originals com l'arc, els suports i la composició en general. També és notable la mesquita i la madrassa del soldà Hasan, una de les més grans del món gràcies als seus 7.900 m² d'extensió. És un dels edificis d'origen mameluc més importants de tota la ciutat i va ser construït entre 1356 i 1363.
També són molt coneguts els mercats del Caire. El mercat més important és el de Khan al-Khalili, situat al Caire islàmic, on les sedes i les espècies són els productes més demanats.

## Serveis

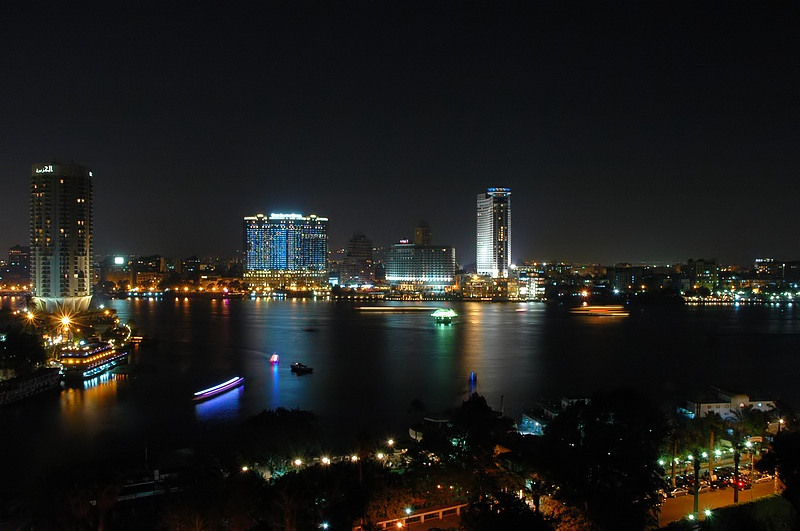
Vista nocturna del Caire.

### Salut
El Caire, i també la veïna Guiza, és el lloc on es troben els centres sanitaris més importants i avançats del país. Entre els hospitals més importants del Caire, estan l'As-Salam International Hospital-Corniche El Nile; el Maadi (l'hospital privat egipci més important); l'Hospital Universitari Ain Shams; el Dar El Fouad i l'Hospital General Qasr El Ainy.

### Educació
La ciutat és la més important del país i del món àrab pel que fa a la formació educativa, mitjançant escoles, instituts i universitats internacionals.
Algunes de les escoles internacionals del Caire són:
- El Alsson School (EA)
- Deutsche Evangelische Oberschule (DEO Cairo)
- Deutsche Schule der Borromäerinnen (DSB Cairo)
- American International School (AIS Cairo)
- Col·legi Britànic Internacional del Caire (BISC)
- International School of Choueifat
- Collège de la Sainte Famille (CSF)
- Nou Col·legi Britànic Internacional del Caire (NCBIS)
- Rajac Language and American Schools (RLS)
- Cairo American College (CAC)
- British Book Center International School (BBC)
- Maadi English School (MES)

Universitats al Caire:
- Universitat Al-Azhar
- Universitat Ain Shams

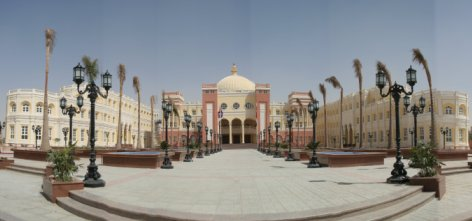
La Universitat Britànica del Caire.

- Universitat Americana del Caire (AUC)
- Universitat Russa del Caire
- Acadèmia Àrab de Ciència, Tecnologia i Transport Marítim
- Universitat Britànica d'Egipte (BUE)
- Canadian International College (CIC)
- Universitat del Caire
- Universitat Alemanya del Caire (GUC)
- Universitat Helwan
- Universitat Internacional d'Egipte, Misr International University (MIU)
- Universitat de Ciència i Tecnologia d'Egipte/Misr (MUST)
- Universitat del Nil
- Universitat Sekem
- Universitat de Ciències Modernes i Art (MSA)

## Transport
El Caire és el centre neuràlgic de les comunicacions a Egipte. És l'única ciutat d'Àfrica que té un sistema de transport subterrani metropolità, el metro del Caire. L'Aeroport Internacional del Caire es troba a l'est de la ciutat, a prop d'Heliòpolis.

### Aeri

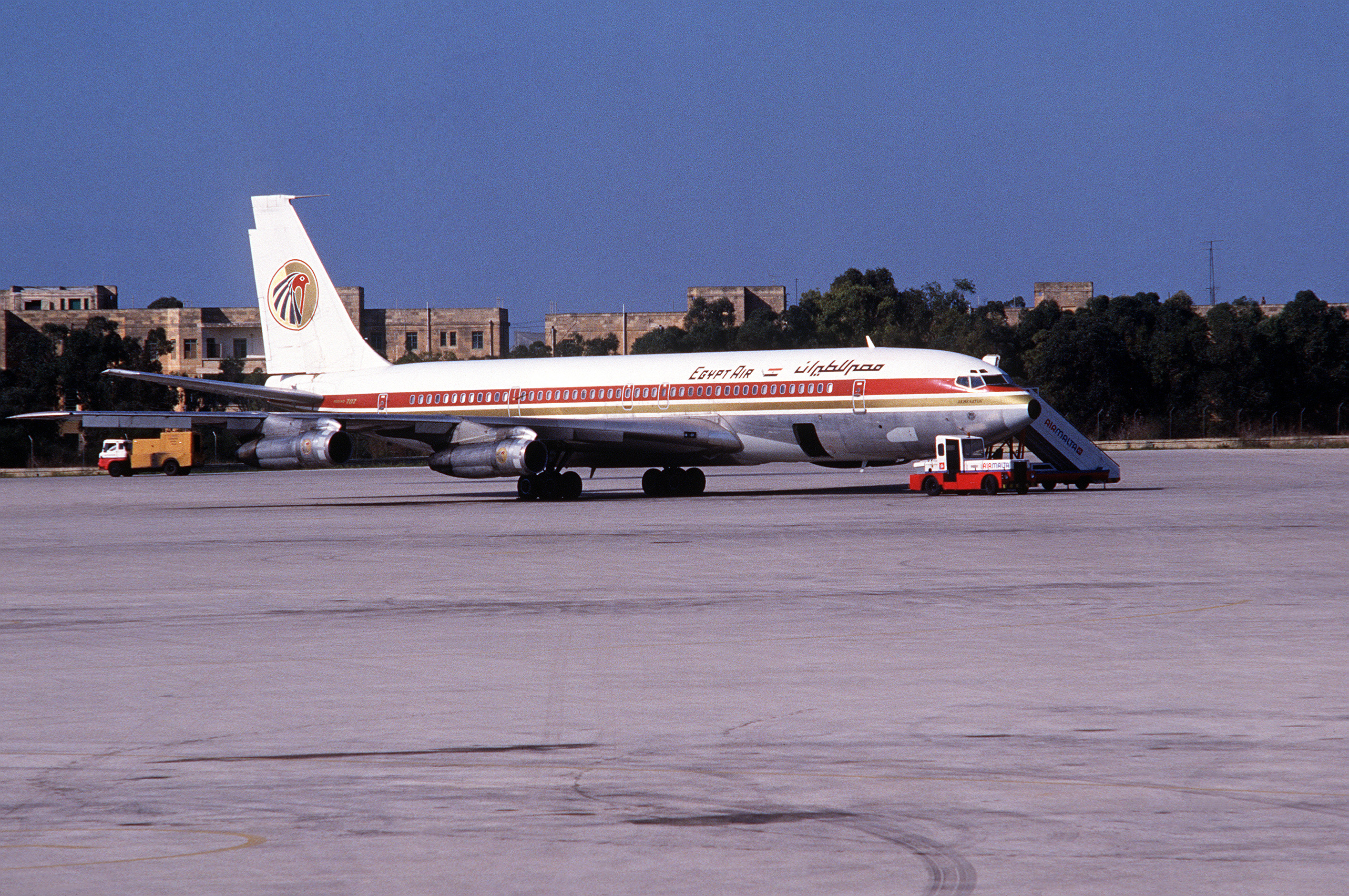
Un Boeing 707 d'EgyptAir.

El Caire disposa d'un aeroport, ubicat a prop del districte d'Heliòpolis, a uns 22 quilòmetres al nord-oest de la ciutat i consta de dues terminals. L'antiga terminal, la terminal 1, al seu torn està dividida en quatre terminals de vols nacionals i internacionals. Tres d'aquestes les ocupa, quasi exclusivament, Egyptair i la quarta queda reservada per als vols privats. La terminal 2, de recent creació, serveix a la resta de companyies internacionals i està dividida en tres edificis, separats uns dels altres en 3 quilòmetres de distància, però amb un servei d'autobusos gratuït que les connecta.
L'aeroport del Caire va anunciar l'ampliació de les seues instal·lacions amb una nova terminal més, la 3, que es va acabar a mitjan 2008. La seua construcció es va fer al costat de la terminal 2 i queda unida a aquesta mitjançant un pont. La nova T3 està destinada al servei de vols nacionals i internacionals i està equipada amb les últimes tecnologies, com el sistema d'embarcament i control migratori controlat per paràmetres biomètrics, servei que està present en els principals aeroports del món. A més, la Cairo Airport Company ha iniciat un exigent pla de millora en les infraestructures de l'aeroport que inclou la creació d'una quarta pista, una nova torre de control de trànsit aeri, un hotel, un centre comercial, l'ampliació de les places d'aparcament i una Ciutat de les Mercaderies.
L'aeroport del Caire és el segon en trànsit aeri del continent africà, després del de Johannesburg, a Sud-àfrica. Els resultats mostren que 10,8 milions de passatgers van passar per l'aeroport cairota el 2006 i 10 milions el 2007, quantitats que pretenen duplicar amb la implantació de la T3 fins a arribar als 22 milions d'usuaris anuals.

### Tren

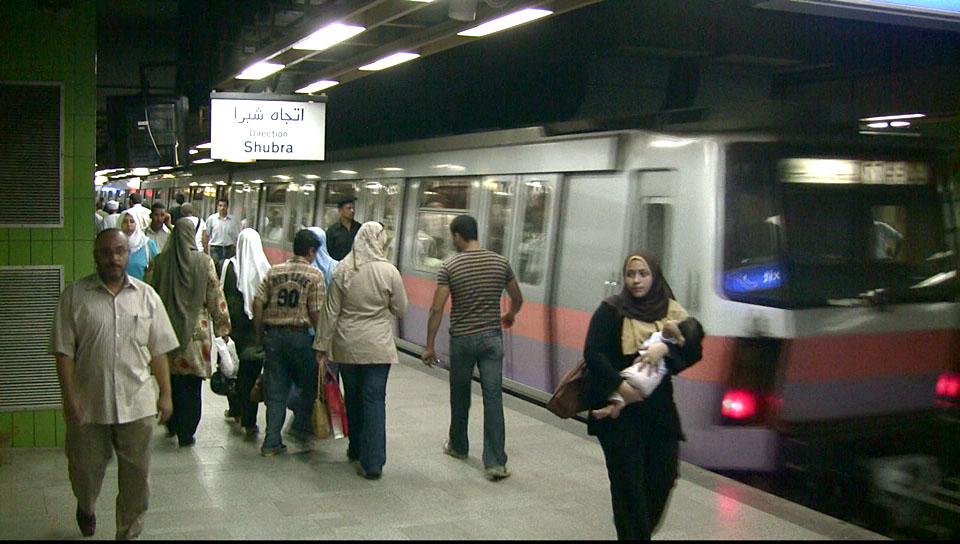
Metro del Caire.

El sistema ferroviari cairota inclou un servei de trens que connecten la capital amb els principals punts del país. A més, la ciutat té el seu propi sistema de metro.
L'Egyptian State Railway és la companyia nacional dels ferrocarrils. Des del Caire, pot desplaçar-se amb tren a les principals ciutats egípcies com Alexandria, Luxor i Assuan, en categories de primera i segona classe. També existeix la possibilitat de realitzar el trajecte a ciutats com Luxor i Assuan amb trens nocturns, mitjançant Abela Egypt. Tots els trajectes fan parada a la principal estació cairota, l'Estació de Ramsès, a Midan Ramses.
El metro del Caire va ser, durant molt de temps, l'únic servei metropolità que existia a l'Àfrica. Va néixer el 1987 i consta de tres línies. La línia 1 uneix el barri d'El-Marg, al centre del Caire, amb la zona industrial d'Helwan, al sud. La línia 2 connecta El Mounib amb Shobra. La línia 3, la primera secció de la qual es va obrir el 2012, s'ha anat obrint per fases i encara està en construcció. El metro cairota va anunciar l'ampliació del servei amb quatre línies més projectades per als pròxims 30 anys. En total, seran 92 quilòmetres més de noves vies per als usuaris.

### Carreteres

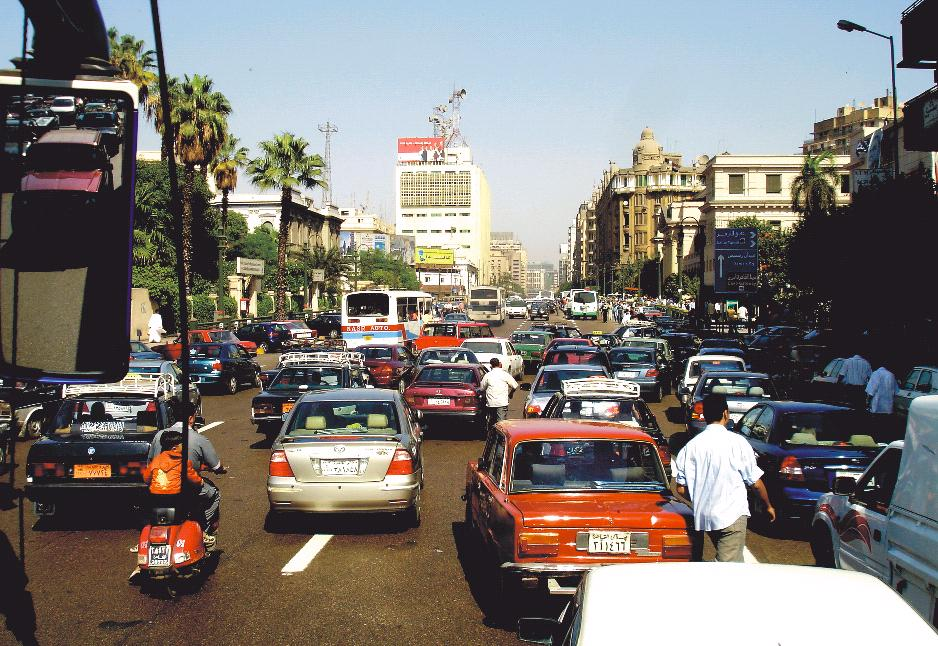
El trànsit és molt intens al Caire.

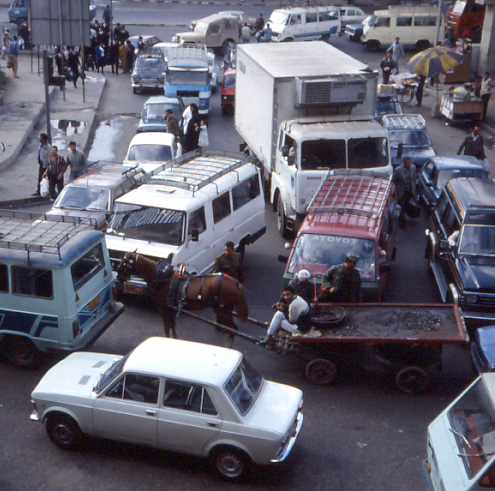
Una escena de la caòtica circulació cairota.

La xarxa de carreteres que connecta el Caire amb les principals ciutats del país és bona i eficient. Les carreteres més importants són l'autopista 1 o carretera del Delta, la destinació és Alexandria; l'autopista 11 o del desert, també fins a Alexandria i la costa del nord-oest; la carretera 2 a Luxor; la carretera 3 fins a Port Said i la carretera 33 amb destinació a Suez. Tanmateix, la resta de tipus de vies és pobra, amb asfalts de mala qualitat i sots perillosos.
Dins la mateixa ciutat, la conducció és realment perillosa, i arriba a ser fins i tot temerària. Els cairotes no dubten a avançar en qualsevol situació incomplint les normes de circulació, que al seu torn són estrictes, però que en molt poques ocasions castiguen els infractors. L'hora punta a la ciutat simplement no existeix, ja que durant tot el dia es pot considerar la circulació en hora punta a causa dels monumentals embussos que s'hi produeixen. A la nit, la conducció es fa especialment perillosa, ja que els conductors cairotes només utilitzen les llums per emetre espurnes als vehicles que s'han d'apartar.

Els serveis d'autocar ofereixen bona cobertura. Les principals empreses d'autocars són East Delta Bus Company, Superjet, Upper Egypt Bus Company i West Delta Bus Company. Les terminals més importants del Caire són Abdel Mouneem Riyad, també coneguda popularment com la terminal Ramses Milton (per la seva proximitat a l'hotel homònim) amb rutes a Alexandria, Hurgada, Assuan i Luxor. La terminal d'autobusos de Sinaí o estació Abbassiyya cobreix els trajectes a ciutats com Xarm al xeic i Nuweiba. La terminal d'autobusos de Koulali és l'encarregada de connectar les regions del Canal de Suez i del delta del Nil. Finalment, a la terminal d'Al-Azhar, els autobusos parteixen cap a la zona del desert occidental.
També hi ha serveis de microbusos privats, una mena de barreja entre taxi i autobús públic, i els habituals autobusos públics que cobreixen les principals estacions i punts de la ciutat. Tanmateix, el servei públic d'autobús al Caire no gaudeix de bona fama a causa de com solen anar d'atapeïts.